# Rijks-Vlaanderen

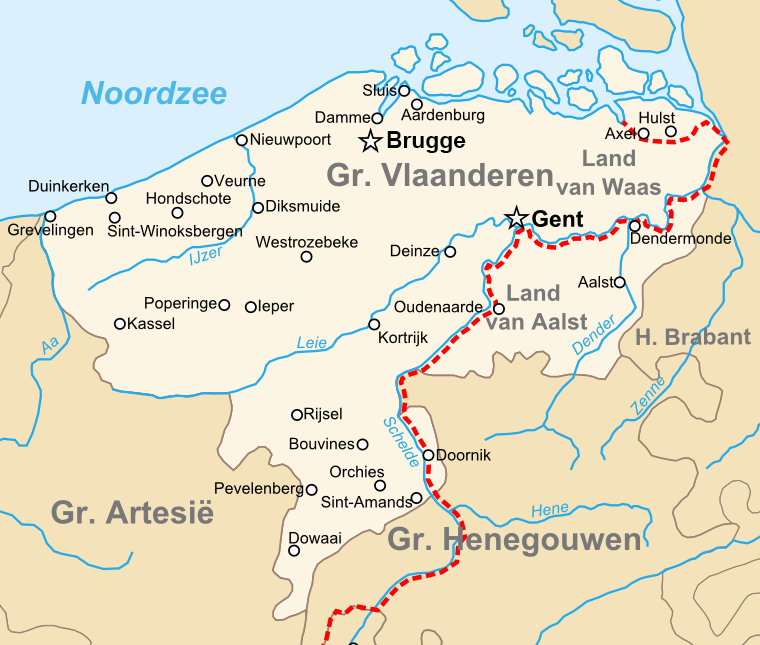
Topografische kaart van het Graafschap Vlaanderen met de grens van het Heilige Roomse Rijk in het rood. Rijks-Vlaanderen lag ten oosten van deze grens

Het wapen van Aalst (sinds 1986) dat zowel deel uitmaakte van het Heilig Roomse Rijk als van het graafschap Vlaanderen (Rijks-Vlaanderen)

Rijks-Vlaanderen is de benaming voor het gedeelte van het graafschap Vlaanderen dat zich binnen de grenzen van het Heilige Roomse Rijk bevond en in leen werd gehouden van de Duitse keizer. Het was het gebied ten oosten van de Schelde, met bijkomend de Vier Ambachten / het land van Hulst en Walacra / Zeeland Bewestenschelde: de eilanden Walcheren, Noord-Beveland, Zuid-Beveland, Wolphaartsdijk, Borssele, Baarland en Rilland (die toen alle ten westen van de rivier lagen) en werd bij de opdeling van de historische Brabantgouw door Boudewijn IV veroverd en (tussen april 1062 en uiterlijk 4 augustus 1063) door Boudewijn V volkomen legitiem door de graven van Vlaanderen als rijksleen verworven (het Land van Aalst) in de loop van de 11e eeuw.
De rest van Vlaanderen, ten westen van de Schelde, was leenhulde verschuldigd aan de Franse koning en werd Kroon-Vlaanderen genoemd.